# 1974-es magyar vívóbajnokság
Az 1974-es magyar vívóbajnokság a hatvankilencedik magyar bajnokság volt. A férfi tőrbajnokságot június 9-én rendezték meg, a párbajtőrbajnokságot június 6-án, a kardbajnokságot június 7-én, a női tőrbajnokságot pedig június 8-án, mindet Budapesten, a Játékcsarnokban.

## Eredmények
| Versenyszám          | Arany                        | Arany | Ezüst                           | Ezüst | Bronz                        | Bronz |
| -------------------- | ---------------------------- | ----- | ------------------------------- | ----- | ---------------------------- | ----- |
| Férfi tőrvívás       | Czakkel István VM Egyetértés |       | ifj. Somodi Lajos Újpesti Dózsa |       | Komatits József Haladás VSE  |       |
| Férfi párbajtőrvívás | Kolczonay Ernő Bp. Honvéd    |       | Muskovszky Gábor Újpesti Dózsa  |       | Erdős Gábor BVSC             |       |
| Férfi kardvívás      | Gerevich Pál BVSC            |       | Marót Péter Vasas SC            |       | Kovács Tamás Vasas SC        |       |
| Női tőrvívás         | Bóbis Ildikó BVSC            |       | Tordasi Ildikó VM Egyetértés    |       | Szolnoki Mária Újpesti Dózsa |       |